# Amstel Gold Race 1979
La 14e édition de la course cycliste, l'Amstel Gold Race a eu lieu le 14 avril 1979 et a été remportée  par le Néerlandais  Jan Raas pour la troisième année consécutive.

## Classement final
| Pos. | Coureur            | Pays     | Équipe                | Temps           |
| ---- | ------------------ | -------- | --------------------- | --------------- |
| 1.   | Jan Raas           | Pays-Bas | TI-Raleigh-Mcgregor   | 5 h 59 min 56 s |
| 2.   | Henk Lubberding    | Pays-Bas | TI-Raleigh-Mcgregor   | + 39 s          |
| 3.   | Sven-Åke Nilsson   | Suède    | Miko-Mercier-Vivagel  | + 39 s          |
| 4.   | Willy Teirlinck    | Belgique | KAS-Campagnolo        | + 1 min 06 s    |
| 5.   | Joop Zoetemelk     | Pays-Bas | Miko-Mercier-Vivagel  | + 1 min 06 s    |
| 6.   | Michel Laurent     | France   | Peugeot-Esso-Michelin | + 1 min 06 s    |
| 7.   | Frits Pirard       | Pays-Bas | Miko-Mercier-Vivagel  | + 1 min 13 s    |
| 8.   | Lucien Van Impe    | Belgique | KAS-Campagnolo        | + 1 min 40 s    |
| 9.   | Claude Criquielion | Belgique | KAS-Campagnolo        | + 1 min 40 s    |
| 10.  | René Martens       | Belgique | Flandria-Ca Va Seul   | + 1 min 40 s    |